# 匍地蛇根草
匍地蛇根草（学名：Ophiorrhiza rugosa）为茜草科蛇根草属的植物。分布于尼泊尔、马来半岛、锡金、中南半岛、不丹、斯里兰卡、印度以及中国大陆的云南、西藏等地，生长于海拔2,100米的地区，常生长在常绿阔叶林中，目前尚未由人工引种栽培。